# Baler
Baler è una municipalità di terza classe delle Filippine, capoluogo della Provincia di Aurora, nella regione del Luzon Centrale.

## Storia
A Baler si svolse un significativo episodio della guerra ispano-americana e della rivoluzione filippina.

## Geografia antropica
Baler è formata da 13 baranggay:
- Barangay I (Pob.)
- Barangay II (Pob.)
- Barangay III (Pob.)
- Barangay IV (Pob.)
- Barangay V (Pob.)
- Buhangin
- Calabuanan
- Obligacion
- Pingit
- Reserva
- Sabang
- Suclayin
- Zabali